# Kanat de Bukharà
El Kanat de Bukharà fou un estat de l'Àsia central durant els segles xvi i xvii, i continuat sota emirs al segle xix i fins al 1920.

## Dinastia Xibànida
La primera dinastia que va governar el khanat sota el kanat Uzbek va ser una branca dels xibànides que reclamaven descendència de Genguis Kan a través del seu fill Jotxi que va regnar des de 1500 fins a 1598. El seu ancestre, Abu l-Khayr, va establir un imperi que a la seva mort el 1469 s'estenia des de Sibèria fins al riu Syr Darya. Va controlar les ciutats de Sighnaq, Suzaq, Arquq, Uzgend i Yassi al llarg del Syr Darya, i a la seva mort, el seu imperi es va trencar en trossos més petits dirigits per sultans i caps tribals i el feu de Bukharà va quedar en mans de Muhàmmad Xaibani, net d'Abu'l Khayr, que es va annexionar el territori dels timúrides a Herat el 1507, però Ismaïl I, que havia reunit tot l'Iran el 1509 el derrotà i matà a la batalla de Merv recuperant el Gran Khorasan.
Després d'anys de lluites, el 1557 Bukharà fou ocupada per Abd Al·lah ibn Iskandar amb el suport dels xeics sufís i es va convertir en el seu governant, i el 1561 va proclamar el seu pare Iskander com a khan suprem dels uzbeks. Abans havia governat Kermine i Miankal. El pare d'Abdullah estava més interessat en els ritus religiosos, per la qual cosa va confiar la direcció dels afers de l'estat al seu fill Abd Al·lah, que es va proposar reunir els quatre xibànides: Bukhara, Samarcanda, Taixkent i Balkh en un sol estat. Això va comportar una llarga guerra per prendre possessió de Taixkent, després va prendre el control de Fergana i el 1573 va prendre Balkh després d'un llarg setge, i fins a l'any 1582 que no va poder crear un únic estat dels quatre xibànides, i va iniciar una guerra amb Abbas I el Gran el 1587 gràcies a un pacte de no agressió amb l'emperador mogol, Akbar, pel què Abd Al·lah li va reconèixer el dret a governar al territori de Kabul. El 1589 Abd Allah va enviar Abd-al-Mumin ibn Abd-Al·lah en campanya contra Abbas I el Gran al Gran Khorasan, regió que va conquerir en gran part en els següents anys; la campanya va acabar el 1591 amb els uzbeks dominant totes les ciutats principals de la regió (Mashad, Nixapur, Khwaf, Djam, Isfarain, Sabzawar i Qain. Un exèrcit de kizilbaixis enviat per Abbas I el 1591 fou refusat però el 1592 un segon exèrcit persa va aconseguir recuperar Isfarain, Sabzawar i Nixapur. Abd al-Mumin va recuperar Nixapur el 1594; els seus darrers actes a Khorasan foren en la campanya del 1595 quan va reconquerir Sabzawar uns quants dies, però ja no va assolir cap més fita.
Abd Al·lah ibn Iskandar va morir el febrer del 1598 i Abd al-Mumin es va presentar a Samarcanda i va acceptar el poder i es va traslladar a Bukharà on també fou reconegut kan. Va governar sis mesos en els quals la violència política fou la norma; el seu cosí Hazara Sultan es va revoltar a Taixkent i va reclamar la successió, però l'intent fou reprimit de manera sagnant i brutal; el seu antic rival pel govern d'Herat, Kukaltash, fou executat junt amb els seus parents més propers. Després va anar a Akhsi per capturar a Uzbeg Sultan el fill del seu besoncle Rustem Sultan, que era governador feia algun temps; Uzbeg va resistir però va morir als pocs dies d'iniciar-se el setge. Al retornar Abd al-Mumin de Taixkent, i quan planejava una campanya contra el Gran Khorasan, fou assassinat per una pluja de fletxes en un pas prop del llogaret d'Ura Tepe, entre aquest i Zamin, probablement una nit del juliol de 1598. Encara que foren proclamats Abd al-Amin a Balkh i Pir Muhàmmad II a Bukharà, la pèrdua dels territoris occidentals davant Abbas I el Gran i els atacs kazakhs a l'est van aconsellar als emirs al cap d'uns quants mesos de portar al poder a una nova dinastia genguiskànida anomenada toghay-timúrida, djanida o astrakhànida.
A la mort d'Abd al-Mumin ibn Abd Al·lah el 1599, Tevkel Khan va reunir un exèrcit amb el que va marxar cap a Transoxiana atacant les principals ciutats, Aksi, Andijan, Taixkent, Samarcanda i tot el territori fins a Miankal, que se li van sotmetre, deixant al seu germà Ishim Khan amb 20.000 homes a Samarcanda i va avançar amb 70.000 o 80.000 cap a Bukharà, defensada per una guarnició de 15.000 homes manats per Pir Muhammed Khan II i al dia dotzè tota la guarnició va sortir derrotant els kazakhs que foren dispersats.

## Dinastia jànida
Baki Muhammad, que ambicionava el tron va a enfrontar-se a Pir Muhammed Khan II envanint Miankal i capturant Dabuli fent presoner i matant al governador Muhammad Sherif Sultan, parent del Khan. Pir Muhammad va cridar en ajut al seu vassall Abd al-Amin de Balkh. Els dos aliats es van dirigir a Samarcanda amb un exèrcit de 40.000 homes i la van assetjar, però Pir Muhammad va morir a la lluita. Llavors Baki Muhammad va entrar a Bukharà sense oposició i es va proclamar kan iniciant la dinastia djànida amb la què el gran kan va desaparèixer i el kanat va agafar el nom de Bukharà de la seva capital. El seu fill Baki Muhammad el va succeir el 1603 fins a la seva mort el 1605.
La dinastia va continuar i es va fer més forta sota Imam Kuli Khan, que amb gran crueltat va imposar la pau interna i va obtenir el suport dels líders religiosos i dels caps tribals, va rebutjar als mogols de Xa Jahan que volien recuperar el país, però no va aconseguir recuperar Gran Khorasan, i Coràsmia (Khivà) va trencar lligams; va abdicar el 1650 per fer la peregrinació a la Meca. El kanat estava llavors dividit entre el territori propi del kan, i un sub kanat pel seu hereu, que regia les províncies al sud de l'Amudarià amb seu a Balkh; el governant de Balkh fou de vegades independent de Bukharà i hi va haver conflictes i guerres entre ambdós. El principal kan fou Abd al-Aziz Sultan ibn Ubayd Allah Khan que va tenir a ratlla als kazakhs i dzunghars al nord i als mogols al sud. Els uzbeks van esdevenir sedentaris i això va debilitar la seva força militar i al final del segle xvii van començar expedicions procedents dels uzbeks de Khivà (especialment el 1688), mentre les senyories locals dels uzbeks (biy) s'enfortien i es van perdre la Vall de Fergana (amb l'establiment del kanat de Kokand) i Badakhxan.
Muhammad Ubaidullah I va intentar posar fi a la noblesa tribal i restablir un poder centralitzat però no ho va aconseguir. A partir d'Abu l-Faiz Muhammad Khan amb l'ocupació de Bukharà per Nadir Shah de Pèrsia de la que per set anys Abu l-Fayd fou vassall, i la desintegració regional, el kan va esdevenir un titella en mans dels ataliks de la tribu Mangit, i objecte de forts atacs dels kazakhs 1723 a 1729 que fugien dels dzungars i van envair la vall de Zarafshan. El 1740 fou conquerit per Nadir Shah de Pèrsia.

## Dinastia Mangit
En aquesta època es va reforçar el poder dels ataliks Mangits, equivalents a visirs o ministres principals, que van controlar als kans; en oposició als perses el 1753 Muhammad Rahim va assolir tot el poder i el país esdevingué un kanat amb sobirans (que es van mantenir nominalment al tron fins al 1785) governat realment pels ataliks de la dinastia tribal Mangit, que van agafar el títol d'emirs. Després del 1785 en realitat el país fou l'emirat de Bukharà, ja que el governant portava el títol d'emir, però més estrictament s'hauria de parlar de l'emir del kanat de Bukharà.
Després de la caiguda de Taixkent, Mikhail Txernaïev va atacar de Djizak i es va haver de retirar. El seu successor, el general Dmitri Ílitx Romanovski, va derrotar les forces de Bukharà a la batalla d'Irjar, i després va llançar atacs no autoritzats a Khujand i Djizak, incorporant-les al territori rus. Després d'una breu pausa el general Konstantin Petrovich von Kaufman va derrotar l'exèrcit de Muzàffar al-Din Bahadur Khan a Chupan-Ata, fora de Samarcanda, i a les altures de Zirabulak. Després que la guarnició russa a la fortalesa de Samarcanda va ser assetjada i rellevada, tota la vall superior de Zarafshan va ser annexada a Rússia i el territori restant de l'emirat de Bukharan es va convertir en un que mantenia els límits de l'emirat, però Muzàffar al-Din Bahadur Khan i el seu successor cediren Samarcanda, el control de la vall de Zeravshan en 1870 i l'est del Pamir en 1895, alhora que obrien el país als mercaders russos; i gaudí d'una sobirania molt limitada, ja que es va veure obligat a renunciar a qualsevol ampliació territorial o de conquesta amb els altres kanats. El seu successor Sayyid Abd al-Akhad Khan només va ser un titella en mans dels russos.

## República Popular de Bukharà
Després de la revolució russa, l'abril de 1917 Bukharà es va proclamar independent i la Guerra Civil Russa va esclatar el 7 de novembre de 1917, enfrontant l'Exèrcit Roig liderat pels bolxevics contra l'Exèrcit Blanc i el govern de Moscou, amb la majoria de les forces de l'Exèrcit Roig lligades en altres fronts, va renunciar al protectorat el 18 de març de 1918. El Partit dels Joves Bukharians va aliar-se amb els bolxevics. Fayzullah Khodja Khodjaev va contribuir a la formació del Partit Comunista de Bukharà en 1918 i el Soviet de Taixkent fou convidat a envair l'emirat el març de 1919 exigint de l'emir Muhàmmad Alim Khan l'entrega del poder al Partit dels Joves Bukharians. L'emir va respondre executant a la delegació bolxevic i va fer massacrar als centenars de russos establerts a la ciutat. La població no donava suport a la invasió i el mal equipat i poc disciplinat contingent bolxevic va retornar a Taixkent amb Khodjaev. A finals de 1919 els djedids es van revoltar contra l'emir i es van acostar a Bukharà el febrer de 1920 amb l'ajut directe dels reforços soviètics del general Mikhaïl Frunze i el 10 d'agost es formava un Comitè Revolucionar Provisional de Bukharà presidit per Ahmedzhan Abdusaidov "Hamdi", que va convidar a l'emir a rendir-se. El 26 d'agost es va iniciar l'atac final i l'emir va fugir el 30 d'agost a Duixanbe.
El govern de Bukharà fou dirigit de facto pel cap reformista Fayzullah Khodja Khodjaev i el 2 de setembre de 1920 es va proclamar la república Soviètica de Bukharà. El 5 d'octubre es va aprovar una constitució provisional que establia la República Popular de Bukharà d'orientació socialista i deixava el govern en un Comité Revolucionari Central i el 8 d'octubre entrava en funcions el govern, sota presidència de Khodja i dirigit per Mirza Abdulkadyr Mansuroghli Muhitdinov amb una coalició de liberals i bolxevics. La república Soviètica fou nominalment independent i va durar fins al 1924 en què va ingressar a la Unió Soviètica; fou dissolta el febrer de 1925 formant la base de la República Socialista Soviètica de l'Uzbekistan

## Kans de Bukharà

### Dinastia Xibànida
- Muhàmmad Xibani 1500-1504
- Mahmud Sultan 1504
- Ubayd Allah Sultan 1504-1540 (des de 1512 també a Karshi)
- Abd al-Aziz Sultan ibn Ubayd Allah Khan 1540-1552
- Yar Muhammad Sultan ibn Siyunish Sultan 1552
- Pir Muhàmmad 1552-1553
- Yar Muhammad Sultan 1553-1554 (restablert)
- Burgan Sultan 1553-1554 (co-governant), sol 1554-1557
- Abd Allah ibn Iskandar 1557-1598
- Abd al-Mumin ibn Abd Allah 1598
- Pir Muhàmmad II 1598-1599

### Dinastia jànida
- Din Muhammad (només a Khurasan) 1598
- Baki Muhammad 1598-1605
- Wali Muhammad (a Balkh 1599-1611) 1605-1611
- Imam Kuli Khan 1611-1641 (+1650)
- Nadhr Muhammad (a Balkh 1611-1651) 1641-1645 (+1651)
- Abd al-Aziz Khan 1645-1681
- Subhan Kuli Khan (a Balkh 1651-1702) 1681-1702
- Muhammad Ubaidullah I 1702-1705
- Abu l-Faiz Muhammad Khan 1705-1747
  - Nadir Shah de Pèrsia (verdader sobirà) 1740-1747
- Muhammad Abd al-Mumin 1747-1748
- Muhammad Ubaidullah II 1748-1753 (nominal)
- Muhammad Rahim (usurpador), atalik 1753-1756, kan 1756-1758
- Shir Ghazi 1758-?
- Abu l-Ghazi Khan ?-1789

### Dinastia Mangit
- Khudayar Biy 1705-1722 (atalik).
- Muhammad Hakim 1722-1743 (atalik i emir).
- Muhammad Rahim 1743-1758 (emir i kan).
- Daniyal Biy Atalik 1758-1785 (atalik).
- Amir-i Masum Shah Murad 1785-1799 (atalik i emir).
- Amir Haydar Tura 1799-1826 (emir).
- Amir o Mir Muhammad Husayn octubre a desembre de 1826 (emir).
- Mir Umar 1826-1827 (emir).
- Mir Nasr Allah Bahadur Khan, el Boxí 1826-1860 (emir).
- Muzaffar al-Din Bahadur Khan 1860-1885 (protectora rus 1865) (emir).
- Sayyid Abd al-Akhad Khan 1886-1911 (emir).
- Sayyid Muhammad Alim Khan 1911-1920 (es mantingué a part del país fins al 1923) (emir).

### Revolució
- Comitè Revolucionar Provisional 10 d'agost del 1920, presidit per:
  - Ahmedzhan Abdusaidov "Hamdi" 10 d'agost de 1920 assoleix el poder, el kan fuig el dia 30 i es proclama la República Soviètica de Bukharà el 2 de setembre.
  - Mirza Abdulkadyr Mansuroghli Muhitdinov, presideix el Comitè Revolucionari Central, 8 d'octubre de 1920 a 22 de setembre de 1921
  - Polat Usmon Khodzhayev, 22 a 23 de setembre de 1921.
  - Polat Usmon Khodzhayev 1921-1922, president del Comitè Executiu Central.
  - Muin Jon Aminov 1922-1923.
  - Porsa Khodzhayev 1922 (pren possessió el 1923)-1925.
- 19 de setembre de 1924 es constitueix en República Socialista Soviètica de Bukharà.
- 17 de febrer de 1925, es fusiona dins l'RSS de l'Uzbekistan.